# Vercourt
Vercourt é uma comuna francesa na região administrativa de Altos da França, no departamento de Somme. Estende-se por uma área de 4,67 km². Em 2010 a comuna tinha 94 habitantes (densidade: 20,1 hab./km²).